# 马思琚
马思琚（1920年4月25日—2014年10月13日），中国广东海丰县人，钢琴家、大提琴家与音乐教育家。

## 生平

### 教育背景
马思琚1920年4月25日出生于广东省海丰县。10岁开始学习钢琴，1934年全家搬到上海后，跟当时在南京中央大学音乐系执教的马思聪学习，并听从马思聪建议，同时学习大提琴。1936年父亲调任，她和妹妹马思芸随父母迁居广州继续学习音乐。1937年七·七事变后，全家搬至香港，继续学习钢琴和大提琴。钢琴老师是立陶宛人Harry Ore（普罗科菲耶夫的同学），大提琴老师是意大利人Pelligatti。1938年经Harry Ore推荐，考取英国香港广播电台演奏资格，每两个月前去演奏一次，这给了她很好的提高机会。
1939年，马思琚同时以大提琴、钢琴两项专业报考上海国立音乐专科学校的双科同等学历。因为都是器乐演奏专业，按常理只能选其一，两个系的系主任相持不下，最终学校破格以双科主修录取她，成为了当时国立上海音专的第一例演奏专业双科生。大提琴师从施索夫，钢琴跟随沙哈罗夫。马思琚在校期间每年都考取全免学费的甲级奖学金。
1941年，得知国立音专将由日本人接管，马思琚不愿意拿日本人的文凭，遂于1942年以两门主课全优成绩提前毕业。在校期间经常与马思荪、马思宏一起在上海、南京等地演出。

### 职业生涯
1943年，她接受赵梅伯的邀请，赴西安西北音乐学院任教，教授大提琴和钢琴，并举办音乐会。抗战胜利后，受聘青木关国立音乐院，教授大提琴、钢琴和视唱练耳。后来学校南迁，1946年到1948年在上海兼任上海市政厅乐队和南京中华交响乐团首席，同时继续与拉沙耶夫学习钢琴。
1948年，马思琚随丈夫，建筑学家汪坦前往东北担任中苏友好业余舞蹈学院副校长，并兼任音乐科主任。担当起各科全面的教学任务，组织巡回演出，并担任大提琴、钢琴独奏。在抗美援朝期间，协助编创了舞剧《保家卫国》等歌舞节目。
1954年调至中央音乐学院钢琴系任教并兼任附中钢琴学科主任。1957年调至管弦系教授大提琴直至退休。1986年离休。2014年10月病逝。